# Регби в Израиле

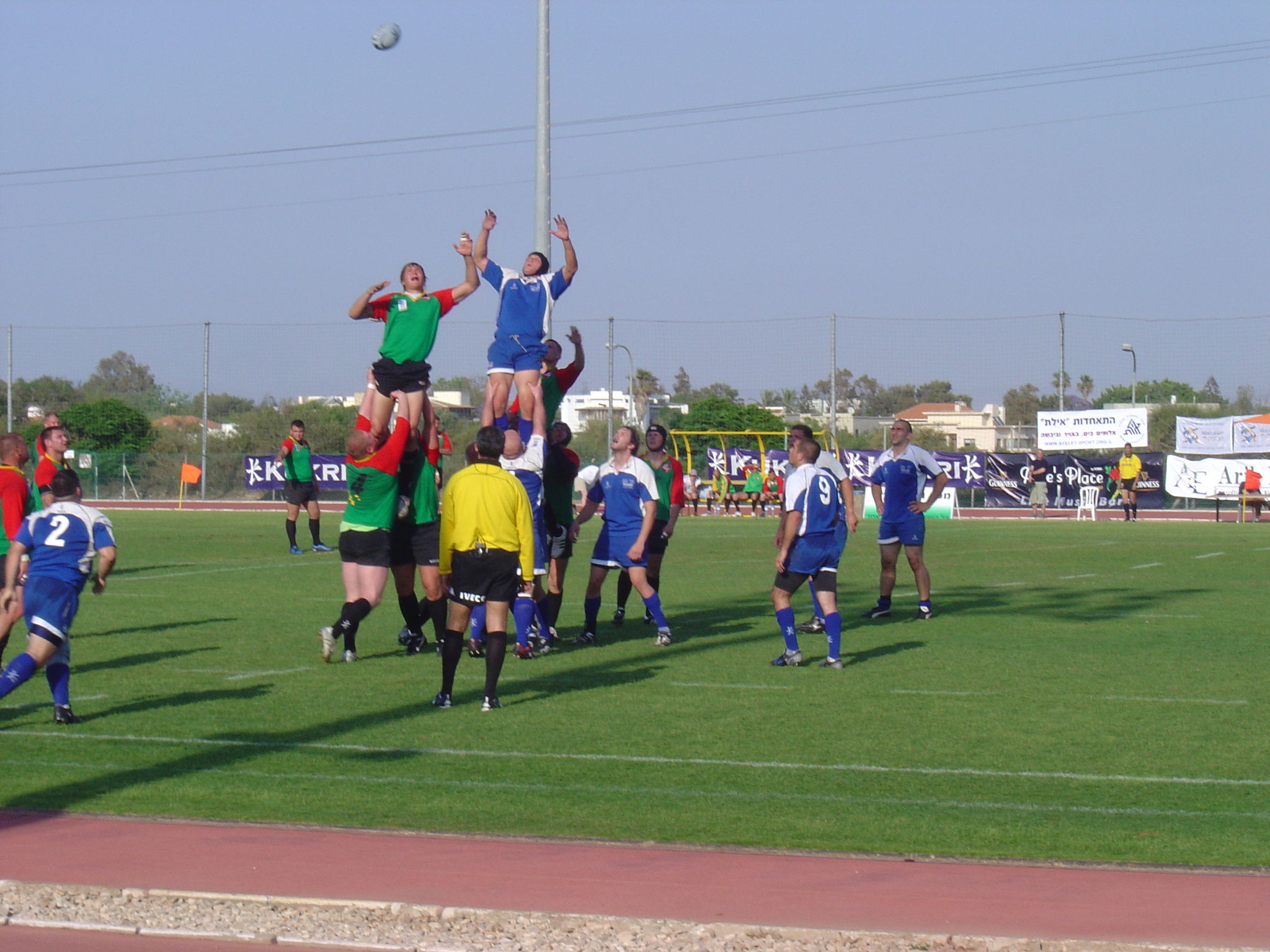
Матч сборных Литвы и Израиля

Регби в Израиле появилось во время британского мандата. В 1971 году был основан Израильский регбийный союз, с 1988 года Израиль состоит в IRB (ныне World Rugby). По политическим мотивам не состоит в Регби Азии, но соревнуется в Регби Европы.

## История

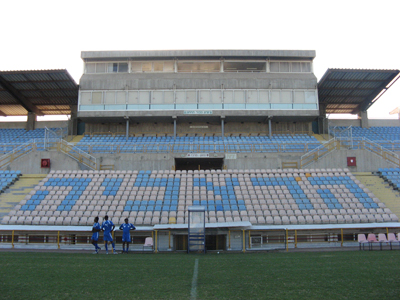
Городской стадион в Герцлии, на котором проводятся регбийные матчи (в том числе и на Маккабиадах)

Регби появилось в Израиле благодаря британским солдатам, игравшим в эту игру в эпоху британского мандата в Палестине и британским и французским евреям, создававшим свои команды. После становления независимости страны в 1950-е годы в страну приехал южноафриканец Лео Камрон, известный по выступлениям за клуб «Натал Шаркс», и создал первые команды из иммигрантов и даже военнослужащих ЦАХАЛа. Камрон считается основателем израильского регби. Выпускник университета Наталя, Камрон служил в южноафриканской армии и участвовал в Североафриканской кампании Второй мировой войны. Позже он как махаль участвовал в арабо-израильской войне. Будучи игроком южноафриканский регбийной команды «Шаркс», Камрон был назначен главой спортивного отделения Армии обороны Израиля.
В 1952 году стараниями Камрона в Израиле прошёл первый регбийный матч между командой южноафриканских эмигрантов и командой парашютистов АОИ, завершившийся победой южноафриканцев 18:6. Популярность регби в Израиле была обусловлена акцентом на агрессивную игру и командную тактику, а в него играли необычным мячом — замотанным в полотенце ботинком. Позже Камрон организовывал и другие матчи между солдатами и иммигрантами. Из-за бюрократических сложностей он так и не смог убедить Армию обороны Израиля популяризировать регби, вследствие чего вскоре ушёл на второй план в израильском регби. В нём наступил спад, который продолжался до 1970-х годов, когда из ЮАР прибыла очередная волна иммигрантов. На северо-западе в кибуце Изреэль (Гильбоа) поселилось достаточно много южноафриканцев, которые придали регби второе дыхание, также к нему повысился интерес в англоговорящем городе Раанана и в Иерусалиме. В 1972 году была образована национальная лига, в 1975 году появился Израильский регбийный союз. 25 мая 1981 года первый в истории матч сборной Израиля (ничья 9:9 со Швейцарией) стимулировал дальнейшее развитие регби.
В 1981 году регби вошло в программу Маккабиады (в 1993 победу на этом турнире праздновала сборная ЮАР). В 1988 году Израиль вступил в IRB, а через год, по словам Криса Тау, в стране было всего восемь клубов и 400 игроков. Израиль стал регулярно соревноваться в турнирах по регби-7, а в наши дни он привлекает в сборную преимущественно доморощенных игроков (их доля составляет до 70%). Вместе с тем уроженцы Израиля выступают и за другие команды: Джейми Хислип, родившийся в Тверии, стал игроком сборной Ирландии.

## Сборная
25 мая 1981 года сборная Израиля по регби сыграла первый в своей истории матч, соперником стала Швейцария. Матч завершился вничью 9:9. Соперниками израильской команды из-за изоляции регби были только команды британских военных баз на Кипре, некоторые клубы ЮАР и Франции. Израильская сборная числится командой третьего яруса. Дебют её в международных турнирах состоялся в отборе на чемпионат мира 1991 года, когда израильская команда сыграла со Швейцарией, Данией и Швецией, проиграв все матчи.
В предварительном раунде отбора к чемпионату мира 1995 года израильтяне одержали сенсационную победу над Венгрией, разгромив её 67:8, но уже в первом раунде группового этапа проиграли два матча, не набрав очков, и выбыли из борьбы. Чемпионат мира 1999 года израильтяне пропустили, проиграв всем, кроме Австрии. В отборе на ЧМ-2003 они заняли 4-е место в группе из 6 команд, в отборе к чемпионату мира 2007 года проиграли в двух встречах литовцам со счётом 113:7. Полную слабость команды продемонстрировал рейтинг IRB апреля 2007 года, где израильтянам отвели 93-е место из 95 команд. Израиль до сих пор не квалифицировался ни на один чемпионат мира, хотя отметился персональным рекордом в восемь побед подряд, пока не проиграл Литве в 2009 году 19:3 и не выбыл из борьбы за место на ЧМ-2011. Позже команда провела серию из 12 побед подряд, 12-м матчем в этой серии стала победа над венграми 23:14.
Ареной сборной является стадион «Уинтгейт Институт». В стране есть также сборные по регби-7, причём из женских команд Израиль представляет только сборная по регби-7, играющая на международных турнирах с 2005 года. Некоторые матчи сборных Израиля проходят с участием судей-женщин. Команда числилась в 2014 году в группе 2A чемпионата Европы.

## Национальный чемпионат
Популярность регби сохраняется среди иммигрантов из англоговорящих стран: Австралии, Великобритании, ЮАР, Новой Зеландии и североамериканских стран. Также в Израиле выступают игроки-уроженцы Франции, Италии, Грузии, России и других стран Европы. Среди арабов, евреев-мизрахов и мусульман как таковых игра не снискала особой популярности, несмотря на тот факт, что Марокко и Тунис являются традиционно известными североафриканскими регбийными державами; в Иерусалиме же есть среди играющих христиане и друзы. В Палестине единственный популярный клуб — «Бейт Джала Лайонс» из Вифлеема.
В 1972 году начался розыгрыш чемпионата Израиля, которым ранее руководили собственно игроки. С 1975 года за организацию чемпионата отвечает специальный комитет. На сезон 2006/2007 были заявлены клубы:
- Тель-Авив
- Ашкелон
- Хайфа Уайлд Борз[англ.]
- Джерусалим Лайонз[англ.]
- Раанана Рустерз
- Исраэль
- Магар

В женском чемпионате соревнуются четыре клуба:
- Хайфа Технион
- Раанана Рустерз
- Тель-Авив
- Иерусалим

В прошлом в чемпионате играли:
- Беэр-Шева Кэмелз[англ.] (обладатель Кубка 2004/2005)
- Эйлат Джекхэммерз[англ.] (обладатель Кубка 2002/2003)
- Кармиэль Крусейдерс[англ.]
- Спортинг Метрополь[англ.]
- Галил ха-Эйлон[англ.]
- Хаоген-Нир Элияху
- Эмек Хефер

В стране действует ветеранский клуб «Элдерс оф Зайон» (англ. Elders of Zion).